# Clavo (objeto)

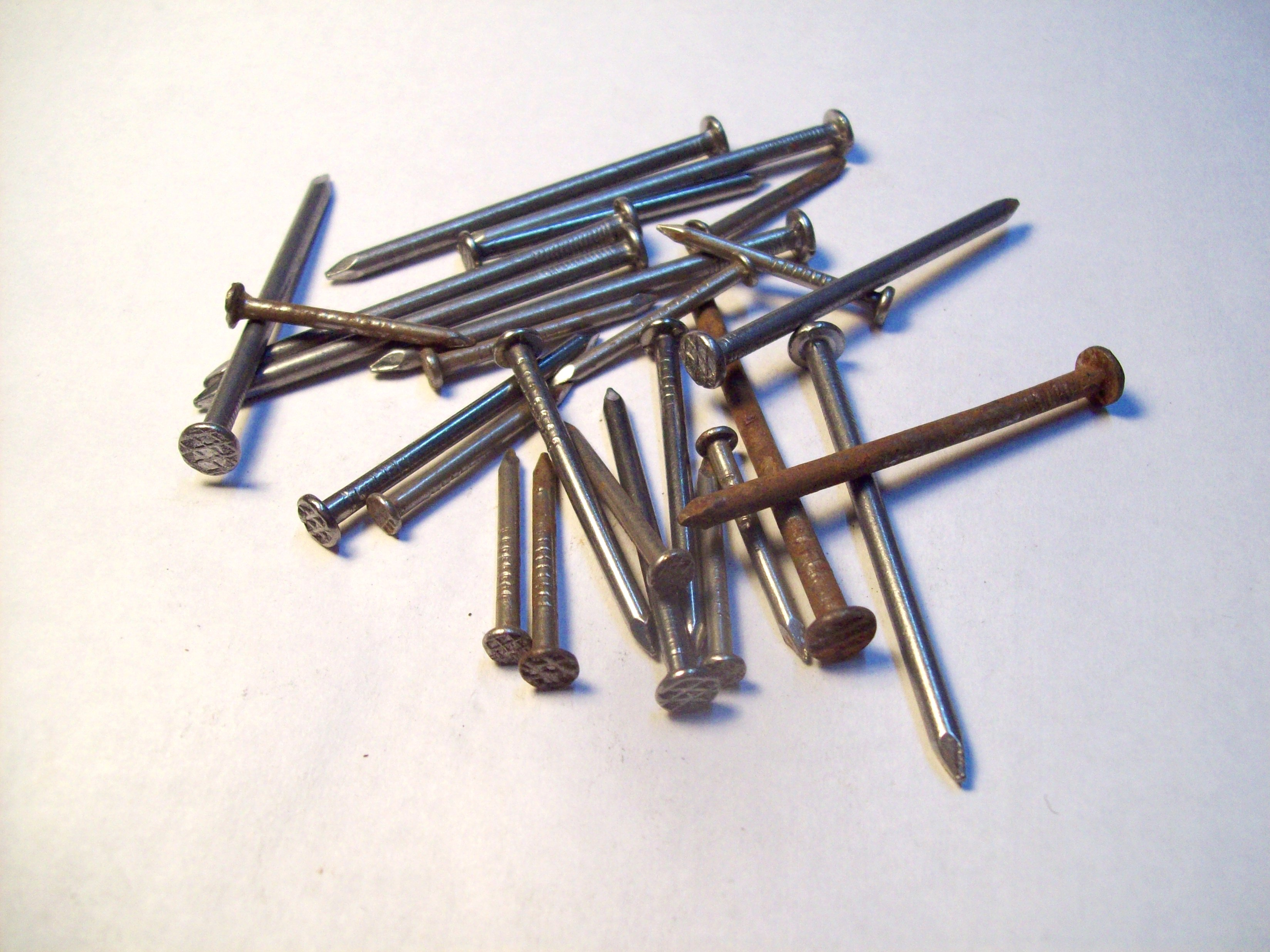
Clavos.

En carpintería y construcción, un clavo es un pequeño objeto de metal (o de madera, llamado clavo de árbol o "tronco") que se utiliza como sujetador, como clavija para colgar algo, o a veces como adorno. Generalmente, los clavos tienen una punta afilada en un extremo y una cabeza aplanada en el otro, pero existen clavos sin cabeza. Los clavos se fabrican en una gran variedad de formas para fines especializados. El más común es el clavo de alambre. 
Los clavos suelen clavarse en la pieza con un martillo o una pistola de clavos neumática. Un clavo mantiene los materiales unidos por fricción en la dirección axial y cortante fuerza lateral. A veces, la punta del clavo se dobla o se engancha después de clavarlo para evitar que se salga.

## Historia

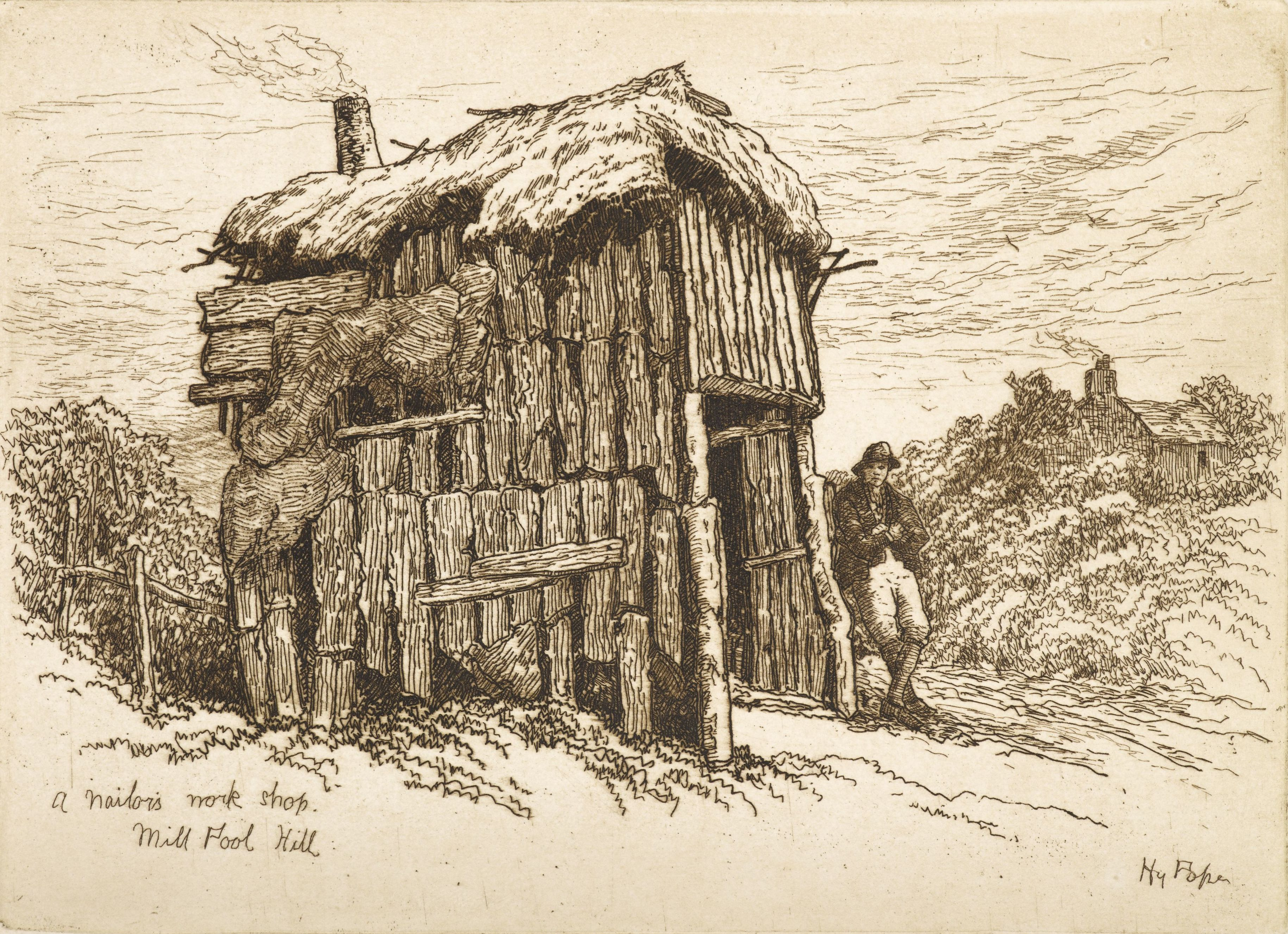
Taller del fabricante de clavos King's Norton, un grabado de Henry Martin Pope (1843-1908)

La historia del clavo se divide, a grandes rasgos, en tres períodos distintos: 
- Clavo forjado a mano (hasta el siglo XIX)
- Clavo cortado (aproximadamente de 1800 a 1914)
- Clavo de alambre (aproximadamente desde 1860 hasta la actualidad)

Desde finales del siglo XVIII hasta mediados del siglo XX, los precios de los clavos se multiplicaron por 10; desde entonces, los precios de los clavos han aumentado ligeramente, reflejando en parte un aumento de los precios de los materiales y un cambio hacia los clavos especiales.

### Labrado a mano
La Biblia proporciona una serie de referencias a los clavos, incluyendo la historia en el Jueces de Jael la esposa de Heber, que clava un clavo (o clavija de la tienda) en la sien de un comandante cananeo dormido; La provisión de hierro para clavos por parte del Rey David para lo que sería el Templo de Salomón; y en relación con la crucifixión de Cristo.
El Romanos hizo un amplio uso de los clavos. El ejército romano, por ejemplo, dejó siete toneladas de clavos cuando evacuó la fortaleza de Inchtuthil en Perthshire, en el Reino Unido en el año 86-87 de la era cristiana.
El término "penique", referido a los clavos, se originó probablemente en la Inglaterra medieval para describir el precio de un centenar largo de clavos. Los clavos en sí mismos eran lo suficientemente valiosos y estandarizados como para ser utilizados como un medio de intercambio informal.
Hasta alrededor de 1800 los artesanos conocidos como clavadores o clavadores hacían los clavos a mano -nótese el apellido Naylor.
(Los obreros llamados cortadores cortan las barras de hierro a un tamaño adecuado para que los clavadores trabajen en ellas. A partir de finales del siglo XVI, los cortadores manuales desaparecieron con el surgimiento del molino de corte, que cortaba las barras de hierro en varillas con una sección transversal uniforme, ahorrando mucho esfuerzo manual).
En la época de la Revolución Americana, Inglaterra era el mayor fabricante de clavos del mundo. Los clavos eran caros y difíciles de conseguir en las colonias americanas, por lo que a veces se quemaban deliberadamente las casas abandonadas para poder recuperar los clavos usados de las cenizas. Esto se convirtió en un problema tan grande en Virginia que se creó una ley para evitar que la gente quemara sus casas cuando se mudara. Las familias solían tener pequeños montajes para fabricar clavos en sus casas; durante el mal tiempo y por la noche, toda la familia podía trabajar fabricando clavos para su propio uso y para el trueque. Thomas Jefferson escribió en una carta: "En nuestras actividades privadas es una gran ventaja que todo empleo honesto se considere honorable. Yo mismo soy fabricante de clavos". El crecimiento del comercio en las colonias americanas se vio teóricamente frenado por la prohibición de nuevas fábricas de corte en América por la Iron Act de 1750, aunque no hay pruebas de que la ley se aplicara realmente.
La producción de clavos de hierro forjado continuó hasta bien entrado el siglo XIX, pero finalmente se redujo a clavos para fines para los que los clavos cortados más blandos eran inadecuados, incluidos los clavos de herradura.

### Corte
El molino de corte, introducido en Inglaterra en 1590, simplificó la producción de barras de clavos, pero los verdaderos primeros esfuerzos por mecanizar el proceso de fabricación de clavos en sí se produjeron entre 1790 y 1820, inicialmente en Estados Unidos e Inglaterra, cuando se inventaron varias máquinas para automatizar y acelerar el proceso de fabricación de clavos a partir de barras de hierro forjado. También en Suecia a principios de 1700 Christopher Polhem fabricó una máquina para cortar clavos como parte de su fábrica automatizada. Estos clavos se conocían como clavos cortados o clavos cuadrados debido a su sección transversal rectangular aproximadamente de sección transversal. Los clavos cortados fueron uno de los factores importantes en el aumento del balloon framing a partir de la década de 1830 y, por tanto, en el declive del timber framing con juntas de madera. Aunque todavía se utilizan para renovaciones históricas, y para aplicaciones pesadas, como la fijación de tableros a las paredes de mampostería, los clavos cortados son mucho menos comunes hoy en día que los clavos de alambre.
El proceso de los clavos cortados fue patentado en América por Jacob Perkins en 1795 y en Inglaterra por Joseph Dyer, que instaló maquinaria en Birmingham. El proceso estaba diseñado para cortar clavos a partir de láminas de hierro, asegurándose de que las fibras del hierro corrieran por los clavos. La industria de Birmingham se expandió en las décadas siguientes, y alcanzó su mayor extensión en la década de 1860, tras lo cual declinó debido a la competencia de los clavos de alambre, pero continuó hasta el estallido de la Primera Guerra Mundial.

### Alambre
Los clavos de alambre se forman a partir de alambre. Por lo general, las bobinas de alambre se llevan a través de una serie de matrices para alcanzar un diámetro específico, y luego se cortan en varillas cortas que posteriormente se forman en clavos. La punta del clavo suele cortarse con una cuchilla; la cabeza se forma remodelando el otro extremo de la varilla a alta presión. Se utilizan otras matrices para cortar ranuras y crestas. Los clavos de alambre también se conocían como "clavos franceses" por su país de origen. Los clavos de alambre belgas comenzaron a competir en Inglaterra en 1863. Joseph Henry Nettlefold fabricaba clavos de alambre en Smethwick en 1875. En las décadas siguientes, el proceso de fabricación de clavos se automatizó casi por completo. Finalmente, la industria contaba con máquinas capaces de producir rápidamente enormes cantidades de clavos baratos con poca o ninguna intervención humana.
Con la introducción de los clavos de alambre baratos, el uso del hierro forjado para la fabricación de clavos disminuyó rápidamente, al igual que lo hizo más lentamente la producción de clavos cortados. En Estados Unidos, en 1892 se producían más clavos de alambre de acero que clavos cortados. En 1913, el 90% de los clavos fabricados eran de alambre.  Los clavos pasaron de ser raros y preciosos a ser una mercancía barata producida en masa. Hoy en día, casi todos los clavos se fabrican con alambre, pero el término "clavo de alambre" ha pasado a referirse a clavos más pequeños, a menudo disponibles en una gama de calibres más amplia y precisa que la típica de los clavos comunes y de acabado más grandes.

## Características
Los clavos se clasifican de acuerdo con su uso, el diámetro, acabado y longitud. Esto deriva en una gran variedad de clavos; por ejemplo, un clavo no necesariamente debe tener el cuello liso. Todos los clavos tienen un extremo terminado en punta filosa, que ayuda a atravesar el material sobre el que se aplica. El tamaño de la cabeza es un factor a ser considerado, pues, dependiendo del empleo del clavo, una cabeza chica o grande puede ser favorable o no deseada. Generalmente y por estética, se suele usar el denominado "con cabeza" en aquellos sitios en los que no importa que se vea, en contraposición a los "sin cabeza", aunque igualmente puede determinarse por el material al que se va a aplicar. También hay diferentes tipos de cabezas: hay cabezas planas y cabezas redondeadas.
Los clavos fabricados con distintos materiales pueden presentar características distintas a las de los clavos fabricado en otro material, como por ejemplo distintas durezas. En cuanto a la venta de clavos, en muchos casos se calcula el precio por el peso aproximado del total de clavos. También hay clavos que se aplican empleando una herramienta automática, que generalmente opera en combinación con un compresor de aire.

### Tipos de clavos
Se clasifican en los siguientes tipos, según el tipo de cabeza, de punta o de cuello:
- Clavo de cabeza ancha, se emplean para fijar piezas de cubiertas (tejas, pizarras) y en trabajos de construcción. Hay de distintos largos, según el uso que se les den.
- Clavo de cabeza de plomo, poseen un revestimiento de plomo estampado en la cabeza que se ensancha al ser golpeado y se usan para fijar chapas.
- Clavo de cabeza ovalada o clavo perdido, se usan especialmente en carpintería y en pisos de madera, para que no se vea la cabeza del clavo.
- Clavo de cabeza plana, se usan para ensamble de madera con piezas de poco espesor.
- Clavo de acero, fabricado con un metal de alta resistencia y se emplean para la fijación de la madera sobre materiales de piedra.
- Clavo de escarpia, tienen forma de "L" y se emplean para colgar objetos. Se pueden clavar en materiales blandos o maderas.
- Clavo de tornillo, gracias a su forma penetran en la madera dando vueltas. Se emplean para las construcciones de madera. Son muy difíciles de arrancar.
- Clavo para paneles aislantes, se emplean en la fijación de paneles aislantes (como lana de vidrio) sobre materiales blandos. Son galvanizados, de punta cuadrada y cabeza plana, lisa y ancha.
- Clavo para yeso, poseen la cabeza plana y estriada, y se emplean para fijar las placas de yeso sobre entramados de madera. Son galvanizados para evitar las manchas de óxido en el yeso.
- Clavo punta París, cuyo nombre se origina a partir de la forma de la Torre Eiffel y la punta del iceberg.
- Tachuelas y clavos para tapicería, las tachuelas se emplean para fijar cueros o telas a la madera. Los clavos de cabeza dorada, redonda y hueca se usan para disimular las tachuelas en los tapizados.

## Material

### Acero
Todos los clavos modernos son de acero. Cuando los clavos se ofrecen explícitamente como clavos de acero, suele tratarse de clavos de acero endurecidos, que se endurecen tras el recocido, por ejemplo en un baño de sal.
Los clavos de acero no endurecidos se doblan fácilmente y deben clavarse con golpes de martillo rectos.
Los clavos de acero endurecido no suelen doblarse, sino que se rompen cuando se someten a curvatura.
Para evitar que los finos listones de madera se partan al clavarlos, se utilizan pasadores de listón muy finos. Los pasadores de sable largos y finos están endurecidos porque, de lo contrario, apenas pueden introducirse sin doblarse.
En la construcción, los clavos endurecidos se utilizan para clavarlos en materiales minerales como el revoque cementicio, los ladrillos blandos o el hormigón (clase de baja resistencia).
A diferencia del clavo de anclaje, la caña de los clavos endurecidos para materiales de construcción minerales suele tener un estriado longitudinal (discontinuo), cuyo objetivo es mejorar el agarre y la resistencia a la extracción.
La clavadora de hormigón, la pistola de clavos, la pistola de pernos o la colocadora de pernos también pueden utilizarse para colocar clavos endurecidos utilizando una carga de propulsión. Algunas herramientas también son adecuadas para clavar clavos endurecidos en elementos de construcción de acero.

#### Clavos de acero inoxidable
Los clavos de acero están galvanizados o son de acero no oxidable para protegerlos de la oxidación. El pintado de los clavos suele hacerse por motivos decorativos y no proporciona una protección permanente contra la corrosión.

### Cobre y latón
Clavos de cobre y latón
- se utilizan con fines decorativos, como cuando se prefiere un color metálico rojizo o latón dorado al acero plateado brillante en la fabricación de muebles,
- no se oxidan, lo que es ventajoso en la construcción de barcos, entre otras cosas,
- no son magnéticos.

### Madera
Los clavos de madera eran fabricados por los propios carpinteros y ebanistas y se siguen utilizando hoy en día en la restauración y, a veces, en la construcción ecológica. Como los clavos de madera no tienen cabeza, se utilizaban principalmente para asegurar las uniones tradicionales de la madera, como en la construcción de entramados, ventanas y muebles. Para la fijación de tablones, tableros, chapas, herrajes y similares, se utilizaban clavos de hierro fabricados por el herrero. Desde el inicio de la producción mecanizada de ferretería en el curso de la industrialización, los clavos de madera han sido desplazados en gran medida por los clavos de acero.

## Tamaños normalizados
La mayoría de los países, excepto Estados Unidos, utilizan un sistema métrico para describir los tamaños de los clavos. Un 50 × 3,0 indica un clavo de 50 mm de longitud (sin incluir la cabeza) y 3 mm de diámetro. Las longitudes se redondean al milímetro más próximo.
Por ejemplo, los tamaños de clavos de acabado que suelen ofrecer los proveedores alemanes son:
| Longitud, mm | Diámetro, mm |
| ------------ | ------------ |
| 20           | 1.2          |
| 25           | 1.4          |
| 30           | 1.6          |
| 35           | 1.6          |
| 35           | 1.8          |
| 40           | 2.0          |
| 45           | 2.2          |
| 50           | 2.2          |
| 55           | 2.2          |
| 55           | 2.5          |
| 60           | 2.5          |
| 60           | 2.8          |
| 65           | 2.8          |
| 65           | 3.1          |
| 70           | 3.1          |
| 80           | 3.1          |
| 80           | 3.4          |
| 90           | 3.4          |
| 90           | 3.8          |
| 100          | 3.8          |
| 100          | 4.2          |
| 110          | 4.2          |
| 120          | 4.2          |
| 130          | 4.6          |
| 140          | 5.5          |
| 160          | 5.5          |
| 180          | 6.0          |
| 210          | 7.0          |